# George Marthins
George Marthins   (Chennai, 24 de desembre de 1905 - Ottawa, 23 de març de 1989) va ser un jugador d'hoquei sobre herba indi que va competir durant la dècada de 1920.
El 1928 va prendre part en els Jocs Olímpics d'Amsterdam, on va guanyar la medalla d'or com a membre de l'equip indi en la competició d'hoquei sobre herba.